# Tvøroyrar kommuna
Tvøroyrar kommuna er en kommune på Færøerne. Den omfatter Tvøroyri, Trongisvágur, Froðba, Øravík og Øravíkarlíð på Suðuroy. Tvøroyrar kommuna blev udskilt fra Suðuroyar præstegælds kommune som Froðbiar kommuna i 1879. 1. januar 2009 havde Tvøroyrar kommuna 1 768 indbyggere.

## Politik
Kristin Michelsen fra Javnaðarflokkurin har været borgmester siden 2001. Sidste kommunalvalg blev afholdt 13. november 2012 og følgende kom i kommunalbestyrelsen:
| Nr | Byrådsmedlemmer        | Funktion       |
| -- | ---------------------- | -------------- |
| 1. | Kristin Michelsen (JF) | Borgmester     |
| 2. | Bjarni Hammer (JF)     | Viceborgmester |
| 3. | Marit Poulsdóttir      |                |
| 4. | Anita Vibergsdóttir    |                |
| 5. | Marjun Olsen           |                |
| 6. | Hallur í Heiðunum      |                |
| 7. | Jens Johannesen        |                |